# لو مونتي
لو مونتي (بالإنجليزية: Lou Monte)‏ هو مغني وموسيقي وعازف قيثارة أمريكي، ولد في 2 أبريل 1917 في مانهاتن في الولايات المتحدة، وتوفي في 12 يونيو 1989 في بومبانو سيتي في الولايات المتحدة.

## وصلات خارجية
- لو مونتي على موقع IMDb (الإنجليزية)
- لو مونتي على موقع ميوزك برينز (الإنجليزية)
- لو مونتي على موقع أول ميوزيك (الإنجليزية)
- لو مونتي على موقع ديسكوغز (الإنجليزية)